# مایان السید
مایان السیّد (۹ نوامبر ۱۹۹۷) بازیگر مصری است. در رشته تئاتر و سینما تحصیل کرد و مدرک لیسانس خود را از دانشگاه آمریکایی قاهره گرفت. فعالیت هنری خود را در سال ۲۰۱۶ با حضور در چندین سریال مانند «ابوالبنات» آغاز کرد و اولین حضور سینمایی او در فیلم «جنگ کرموز» در سال ۲۰۱۸ بود. او در سال ۲۰۱۹ علاوه بر سریال ترسناک «زودیاک»، در سریال کمدی «ایدهٔ یک میلیون پوندی» شرکت کرد. در سال ۲۰۲۰ در فیلم «دختران دبیرستان» نیز حضور داشت و در سال ۲۰۲۴ در سریال «امپراتوری ام» ظاهر شد. در ۱۶ سپتامبر ۲۰۲۳ جایزهٔ بازیگر زن برتر را در دومین دورهٔ جوایز انتخاب کودکان نیکلودئون ابوظبی دریافت کرد.

## زندگی و پیشه
مایان السید در ۹ نوامبر ۱۹۹۷ در پایتخت مصر، قاهره، در محلهٔ سیده زینب به دنیا آمد. او به یک خانواده نسبتاً محافظه‌کار تعلق دارد. از دوران کودکی آرزو داشت که سعاد حسنی بعدی باشد، چرا که او را الگوی خود می‌دانست. او در مدرسه در کنسرت‌ها و نمایش‌های زیادی شرکت کرد و در آن زمان اولین گام‌های خود را در دنیای نمایش تلویزیونی برمی‌داشت. به دانشگاه آمریکایی در قاهره پیوست و در رشتهٔ تئاتر و فیلم درس خواند.
او فعالیت هنری خود را با شرکت در رویدادهای سریال «مثل دیروز» (به عربی: كأنه أمبارح) در سال ۲۰۱۸ آغاز کرد. این یکی از اولین سریال‌های او در کار هنری اش بود. او به تیم کاری ملحق شد و فیلمبرداری‌اش در یکی از ویلاهای ۶ اکتبر انجام شد. صحنه‌های آن با هنرمندی وفا سالم و محمد سلیمان با حضور رانیا یوسف، احمد وفیق و احمد خلیل به سرپرستی مریم ناعوم نویسنده و کارگردانی حاتم علی فیلمبرداری شده است.در سال ۲۰۱۷، مایان السید در سریال «سایهٔ رئیس‌جمهور» (به عربی: ظل الرئيس) با بازی یاسر جلال، محمود عبدالمغنی و هنا شیحه شرکت کرد. در سال ۲۰۱۸ در فیلم جنگ کرموز (به عربی: حرب كرموز) با امیر کراره به تهیه‌کنندگی محمد السبکی به کارگردانی پیتر میمی و با بازی غاده عادل، محمود حجازی، محمدعلی رزق و مصطفی خاطر شرکت کرد. در سال ۲۰۱۸ در سریال «پدرخوانده» نیز شرکت کرد. او در سال ۲۰۱۹ در سریال «ایدهٔ یک میلیون پوندی» (به عربی: فكرة بمليون جنيه) به همراه علی ربیع شرکت کرد. در همان سال نیز در سریال «زودیاک» بر اساس داستان نویسنده ی احمد خالد توفیق شرکت داشت که این سریال به موفقیت بزرگی دست یافت. در سال ۲۰۲۰ در فیلم «دختران دبیرستان» شرکت کرد. سال بعد، ۲۰۲۱، او در نقش منار در سریال «ضدحمله» (به عربی: هجمة مرتدة) از پرونده‌های اطلاعات عمومی مصر شرکت کرد.
سال ۲۰۲۱ سال موفقیت‌های چشمگیری برای مایان السید بود، او در سریال «بازی نیوتن» در مقابل هنرمند منا زکی نقش اصلی را بازی کرد. او همچنین در سریال «جنگ داخلی» با یسرا شرکت کرد. او قسمت دوم سریال «جز من» را در داستان «رؤیای زندگی من» ارائه کرد که موفقیت زیادی به دست آورد. در سال ۲۰۲۲ در سریال «اختیار» در نقش دختر سپهبد سیسی شرکت کرد. او در سال ۲۰۲۳ در سریال «جت سلیمه» با دنیا سمیر غانم و سریال «۱۰۰۰ بار خدایا شکرت برای سلامَتت» با یسرا بازی کرد. در رمضان ۲۰۲۴، در سریال «امپراتوری م» با بازی خالد النبوی و گروهی از ستارگان از او پخش شود.
مایان السید در مراسم افتتاحیهٔ جشنواره فیلم الجونه که در اوایل اکتبر ۲۰۲۱ در پنجمین دوره‌اش برگزار شد، شرکت کرد؛ در آنجا به «سیندرلا سینمای عرب» لقب گرفت، برای خودجوشی و طبیعی بودنش.

## زندگی شخصی
مایان السید مانند خانواده‌اش مسلمان است. او ۶۰ کیلوگرم وزن و ۱۶۴ سانتیمتر قد دارد.